# Tyrannochthonius heterodentatus
Espèce
Synonymes
- Tyrannochthonius madrasensis Murthy, 1961

Tyrannochthonius heterodentatus est une espèce de pseudoscorpions de la famille des Chthoniidae.

## Distribution
Cette espèce se rencontre en Inde et au Sri Lanka.

## Publication originale
- Beier, 1930 : Die Pseudoskorpione der Sammlung Roewer. Zoologischer Anzeiger, vol. 91, p. 284-300.